# Кристиан Август фон Зайлерн-Ашпанг
Кристиан Август Филир Андреас фон Зайлерн-Ашпанг (на немски: Christian August Philipp Andreas Graf von Seilern und Aspang; * 17/22 април 1717; † 18 октомври или 15 ноември 1801, Виена, Хабсбургска монархия) е граф на Зайлерн и Ашпанг в Австрия, автрийски дипломат и държавник. Той е от 1770 до 1779 г. щатхалтер на „Ерцхерцогство Австрия унтер дер Енс“ (Долна Австрия) и от 1779 до 1791 г. президент на „най-горната юстиция“, собственик на Луков-Кралице (в Чехия) и на господствата Личау (в Долна Австрия) и Хетцендорф (част от Виена) и други.

## Живот
Той е големият син (от десет деца) на граф Йохан Фридрих (II) фон Зайлерн-Ашпанг (1676 – 1751) и съпругата му графиня Анна Мария фон Ленгхаймб (1682 – 1773), дъщеря на граф Йохан Андреас 'Млади' фон Ленгхаймб и фрайин Мария Хелена Машвандер фон Шванау. Внук е на Кристиан Георг Зайлер и Барбара Шнайдер. Брат е на неженения граф Филип Якоб (1718 – 1790).
Кристиан Август работи от 1745 г. в Имперския дворцов съвет, през 1752 г. става таен съветник и работи като дипломат. Между 1763 и 1770 г. е посланик в Лондон.
Той наследява Луков-Кралице от баща си и през 1772 г. купува чрез конкурс господството с двореца Личау близо до границата с Бохемия. До стария почти разрушен дворец той построява малък ловен дворец, които до днес са собственост на фамилията. Той купува също и господството „Алт Тичайн“. Като „оберстер юстицпрезидент“ Кристиан Август купува на 20 юни 1780 г. от Мария Терезия и господството Хетцендорф и основава там училище.
Кристиан Август умира на 84 години през 1801 във Виена и е погребан в Мария Щип при Луков. Наследен е от синовете му Йозеф и Карл.

## Фамилия
Кристиан Август фон Зайлерн-Ашпанг се жени на 6 февруари 1741 г. във Виена за графиня Шарлота Мария Франциска фон Золмс-Зоненвалде (* 16 юни 1725, Зоненвалде; † 27 март 1783, Виена), дъщеря на граф Фридрих Еберхард фон Золмс-Зоненвалде (1691 – 1752) и графиня Мария Шарлота Алойзия фон Шерфенберг (1699 – 1780). Те имат шест деца:
- Йохан Фридрих (* 1741; † 17 декември 1763)
- Мария Терезия Йозефа Антония Йохана Непомуцена Франциска де Паула Лудовика (* 25 август 1742, Виена; † 7 декември 1742, Виена)
- Мария Анна (* 1743; † 19 януари 1765), омъжена на 9 юни 1761 г. за граф Раймунд фон Филана-Перлас († 21 август 1764, Виена)
- Йозеф Йохан Фридрих (* 25 август 1752, Виена; † 26 март 1838, Виена), женен I. на 19 февруари 1776 г. за принцеса Мария Кристина фон Ауершперг (* 18 февруари 1754; † 23 юни 1791), II. на 11 януари 1795 г. за принцеса Мария Кресценция Йозефа Нотгера фон Йотинген-Йотинген и Йотинген-Шпилберг (* 30 януари 1765; † 24 юли 1828, Виена); бездетен
- Карл Мария Фридолин Якоб (* 6 март 1754, Регенсбург)
- Кристиан Игнац Карл Андреас Августин Якоб Йозеф (* 30 ноември 1756, Регенсбург; † 5 май 1806, Брун), женен на 26 август 1787 г. в Грац за графиня Мария Максимилиана Фердинанда Йозефа Франциска Йохана Непомуцена фон Вурмбранд-Щупах (* 30 януари 1770, Грац; † 13 януари 1838, Виена); имат осем деца

## Галерия
- Дворец Ашпанг
- Дворец Личау
- Имението Гал-Хоф в Хетцендорф